# Härnösand (gemeente)
Härnösand is een Zweedse gemeente in de Zweedse provincie Västernorrlands län. De gemeente heeft een totale oppervlakte van 1951,1 km² en telde 25.273 inwoners in 2004.

## Plaatsen
- Härnösand (stad)
- Älandsbro
- Ramvik
- Utansjö
- Brunne en Solberg
- Norrstig en Saltvik
- Viksjö
- Ytterfälle
- Byåker en Helgum (deel van)
- Nässland (deel van), Nässlandsbro en Kragom
- Solumshamn
- Ramsås
- Gådeå
- Sörgården en Byn (deel van)